# Saint-Jean-Saint-Germain
Saint-Jean-Saint-Germain ist eine französische Gemeinde mit 746 Einwohnern (Stand: 1. Januar 2022) im Département Indre-et-Loire in der Region Centre-Val de Loire; sie gehört zum Arrondissement Loches und zum Kanton Loches. Die Einwohner werden Tauxignois genannt.

## Geographie
Saint-Jean-Saint-Germain liegt etwa 40 Kilometer südsüdöstlich von Tours an der Indre. Umgeben wird Saint-Jean-Saint-Germain von den Nachbargemeinden Perrusson im Norden und Westen, Sennevières im Osten und Nordosten, Saint-Hippolyte im Südosten sowie Verneuil-sur-Indre im Süden.
Die frühere Route nationale 143 (heutige D943) führt durch die Gemeinde.

## Bevölkerungsentwicklung
| 1962                       | 1968 | 1975 | 1982 | 1990 | 1999 | 2006 | 2018 |
| -------------------------- | ---- | ---- | ---- | ---- | ---- | ---- | ---- |
| 682                        | 604  | 553  | 557  | 561  | 602  | 663  | 760  |
| Quellen: Cassini und INSEE |      |      |      |      |      |      |      |

## Sehenswürdigkeiten

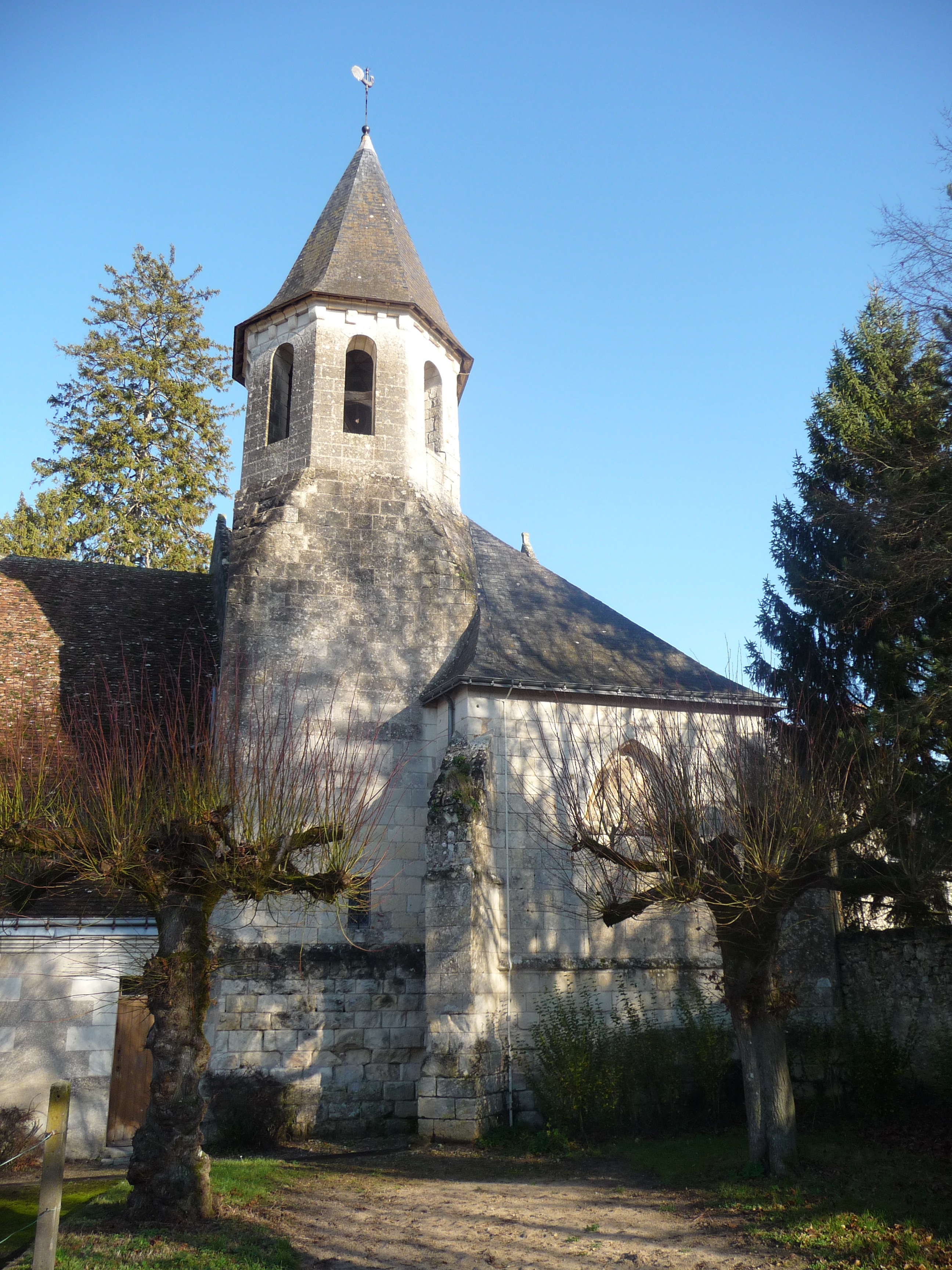
Kirche Saint-Jean-et-Saint-Germain

- Kirche Saint-Jean-Saint-Germain